# الفليحي (صنعاء القديمة)

تعديل مصدري - تعديل

حارة الفليحي هي إحدى حارات مدينة صنعاء القديمة، بلغ تعداد سكانها 1839 نسمة حسب تعداد اليمن لعام 2004.